# Dipteryx
Dipteryx is een geslacht van bomen en struiken uit de vlinderbloemenfamilie.

## Beschrijving
Dipteryx-soorten kunnen worden onderscheiden van andere leden uit de geslachtengroep Dipterygeae door hun asymmetrische samengestelde bladeren, een steenvrucht met een leerachtige schil en een asymmetrische navel.

## Toepassingen
Het zijn grote bomen in het tropisch regenwoud. Enkele soorten worden gekweekt:
- D. odorata wordt geteeld voor zijn geurige zaden: de tonkaboon.
- De vruchten van D. alata worden gebruikt voor menselijke en dierlijke consumptie (veevoer). Deze soort is de enige van dit geslacht die groeit in de droge cerrado in westelijk Brazilië.
- Enkele soorten - met name D. oleifera (Almendro) - worden gekweekt voor het hout.[2][3] Het hout van diverse Dipteryx- en Taralea-soorten wordt Cumaru genoemd.[4]

## Soorten
De taxonomische indeling is aan veranderingen onderhevig geweest.
De volgende soorten werden anno 2020 tot het geslacht gerekend:
- D. alata Vogel (synoniem: D. pteropus en D. pterota) — Baru
- D. charapilla (J.F.Macbr.) Ducke — Deze soort was in 1989 tot synoniem verklaard van D. rosea, maar wordt inmiddels weer als een aparte soort beschouwd.
- D. ferrea (Ducke) Ducke — Deze soort was in 1989 tot synonym verklaard van D. micrantha, maar wordt inmiddels weer als een aparte soort beschouwd.
- D. lacunifera Ducke
- D. magnifica (Ducke) Ducke
- D. micrantha Harms
- D. odorata (Aubl.) Willd. (synoniem: D. tetraphylla Spruce ex Benth.)[5]
- D. oleifera Benth. (synoniem: D. panamensis (Pittier) Record & Mell) — Almendro
- D. polyphylla (Huber) Ducke
- D. punctata (S.F.Blake) Amshoff (synoniem: D. trifoliolata)
- D. rosea Spruce ex Benth.

Soorten die voorheen tot dit geslacht gerekend werden, maar in 1989 zijn afgesplitst en ondergebracht in het geslacht Taralea:
- D. applanata, D. oppositifolia en D. speciosa (Ducke) zijn hernoemd tot T. oppositifolia.
- D. cordata en D. rigida zijn hernoemd tot T. cordata.
- D. crassifolia is hernoemd tot T. crassifolia.
- D. nudipes is in 1989 hernoemd tot Taralea oppositifolia, en in 2010 opnieuw hernoemd tot T. nudipes.
- D. phaeophylla is hernoemd tot T. phaeophylla.
- D. reticulata is hernoemd tot T. reticulata.